# Хименес, Хосе Мария (велогонщик)
Хосе́ Мари́я Химе́нес (исп. José María Jiménez, 6 февраля 1971, Эль-Баррако — 6 декабря 2003, Мадрид) — бывший профессиональный испанский шоссейный велогонщик, выступавший за команду Banesto и iBanesto.com. Хименес 4 раза выигрывал горный зачёт на Вуэльте Испании в 1997, 1998, 1999 и 2001 годах, а также становился победителем спринтерского зачёта в 2001 году. В 1998 году он занял третье место на Вуэльте Испании в генеральной классификации.
В 2002 году Хименес ушёл из профессионального велоспорта. Он умер в Мадриде от сердечного приступа в возрасте 32 лет.

## Основные достижения
1992
 1-е место в генеральной классификации на Circuito Montañés
1994
1-е место на Subida a Urkiola
 1-е место в генеральной классификации на Vuelta a La Rioja
1-е место на 2-м этапе
1995
 1-е место в генеральной классификации на Colorado Classic
1-е место на 1-м этапе
1-е место на 3-м этапе
1-е место на 4-м этапе на Вуэльта Каталонии
1996
1-е место на Subida a Urkiola
12-е место в генеральной классификации на Вуэльта Испании
1997
 1 место на чемпионате Испании по шоссейным велогонкам
1 место в генеральной классификации на Vuelta a La Rioja
1-е на 2-м этапе
8-е место в генеральной классификации на Тур де Франс
 1 место в горном зачёте на Вуэльта Испании
победитель 19-го этапа
1998
победитель 3-го этапа Критериум ду Дофине Либере
победитель 5-го этапа Vuelta a Asturias
3-е место в генеральной классификации на Вуэльта Испании
 1 место в горном зачёте
победитель 6-го этапа
победитель 10-го этапа
победитель 11-го этапа
победитель 16-го этапа
1999
5-е место в генеральной классификации на Вуэльта Испании
 1 место в горном зачёте
победитель 8-го этапа
2000
1-е место на Classique des Alpes
 1 место в генеральной классификации на Вуэльта Каталонии
победитель 7-го этапа
победитель 8-го этапа
2001
17-е место в генеральной классификации на Вуэльта Испании
 1-е место в спринтерском зачёте
 1-е место в горном зачёте
победитель 8-го этапа
победитель 11-го этапа
победитель 12-го этапа